# Pianosonate nr. 2 (Beethoven)
Pianosonate nr. 2 behoort tot Beethovens eerste gepubliceerde pianosonates. De jonge Beethoven had rond 1783 al drie kleine sonates gecomponeerd voor de keurvorst van Keulen, de zogenaamde Kurfürstensonaten (WoO 47). Deze werken, die tot zijn allereerste composities behoorden, werden door de componist niet uitgegeven. Met opus 2 brengt Beethoven op 25-jarige leeftijd een eerste reeks sonates uit, opgedragen aan zijn leermeester Joseph Haydn. Ze werden gepubliceerd te Wenen in 1796.

## Onderdelen
De sonate bestaat uit vier bewegingen:
- I. Allegro vivace
- II. Largo appassionato
- III. Scherzo: Allegretto
- IV. Rondo: Grazioso

### I.Allegro vivace
Een beweeglijke beweging met een tweede thema dat voor die tijd erg vergezochte modulaties bevat. De doorwerking staat grotendeels in F en bevat een mooie, maar moeilijke canonische passage. Het einde heeft geen coda, het is zacht en bescheiden.

### II.Largo appassionato
Hier gebruikt Beethoven een zeldzame keer largo, de traagste aanduiding die je aan een beweging kon geven. Aanvankelijk wordt een strijkkwartet geïmiteerd door een staccato bas tegenover lyrische akkoorden te plaatsen. De beweging staat in D, de subdominanttoonaard, en heeft een sterke contrapuntische inslag.

### III.Scherzo: Allegretto
Kort en sierlijk. Het scherzo staat hier nog dicht bij het menuet. Het trio in mineur staat in contrast tot de vrolijke aanvangstrekken.

### IV.Rondo: Grazioso
Een mooi en lyrisch rondo. Het arpeggio dat het thema opent wordt bij elke herneming meer uitgewerkt. De vorm is typisch voor het Weense rondo: ABACABA-coda. Het C-deel staat zoals gewoonlijk in contrast tot het overige materiaal, ze is stormachtig en als dusdanig een voorbeeld van de Sturm und Drang-stijl. Het werk wordt besloten met een eenvoudige doch elegante, zachte V7-I in het lage register.